# Tiamfenicol
Tiamfenicolul (denumit și tiofenicol) este un antibiotic din clasa amfenicolilor, având un profil asemănător cu cel al cloramfenicolului (dar fără riscul de dezvoltare al anemiei aplastice). Este utilizat sistemic.